# 似英麗魚
似英麗魚為輻鰭魚綱鱸形目隆頭魚亞目慈鯛科的其中一種，分布於南美洲Guapore河流域，體長可達12公分，棲息在中底層習性，生活習性不明。

## 擴展閱讀
維基物種上的相關：似英麗魚